# Власов, Александр Васильевич (флагман)
Александр Васильевич Власов — советский военно-морской деятель, инженерный работник, уполномоченный контрольно-приёмного аппарата Управления кораблестроения РККФ в Николаеве, инженер-капитан 1-го ранга (1940).

## Биография
Родился в русской семье. В РККФ с ноября 1917. В ВКП(б) с 1919. Уполномоченный контрольно-приёмного аппарата (КПА) Управления кораблестроения ВМС РККА в Николаеве. В Гражданскую войну сражался на Южном и Восточном фронтах, участвовал в подавлении Кронштадтского мятежа, дважды контужен (в 1919 и в 1921). Во время Великой Отечественной войны являлся уполномоченным Управления кораблестроения в Киеве и Зеленодольске, руководя обеспечением действующих кораблей и флотилий боевыми катерами.

### Звания
- инженер-флагман 3-го ранга (1938)[3]
- инженер-капитан 1-го ранга (1940)[4]

### Награды
- Два ордена Ленина (1935, 1945)
- Два ордена Красного Знамени (1922, 1944)
- Юбилейная медаль «XX лет Рабоче-Крестьянской Красной Армии» (1938)[5]
- Медаль «За победу над Германией в Великой Отечественной войне 1941—1945 гг.» (1945)